# Montcalm (Wirginia Zachodnia)
Montcalm – jednostka osadnicza w Stanach Zjednoczonych, w stanie Wirginia Zachodnia, w hrabstwie Mercer.